# Lyngsta
Lyngsta är en bebyggelse vid norra stranden av Västra Styran söder om länsväg 225 i Sorunda socken i Nynäshamns kommun. Från 2015 avgränsar SCB här en småort.

## Historik
Trakten kring Lyngsta är rik på fornlämningar, bland annat finns ett fornlämningsområde med ett större gravfält med stensättningar från järnåldern i Lyngsta. Lyngsta omnämns redan 1331 som Jn lygnistum. 1385 talas om holfwaster j lyghnastom. I Lyngsta ligger Sjöviks herrgård som uppfördes 1820 och ursprungligen var en av gårdarna under egendomen Lyngsta. För övrigt präglas trakten av nyare villabebyggelse.

## Bilder

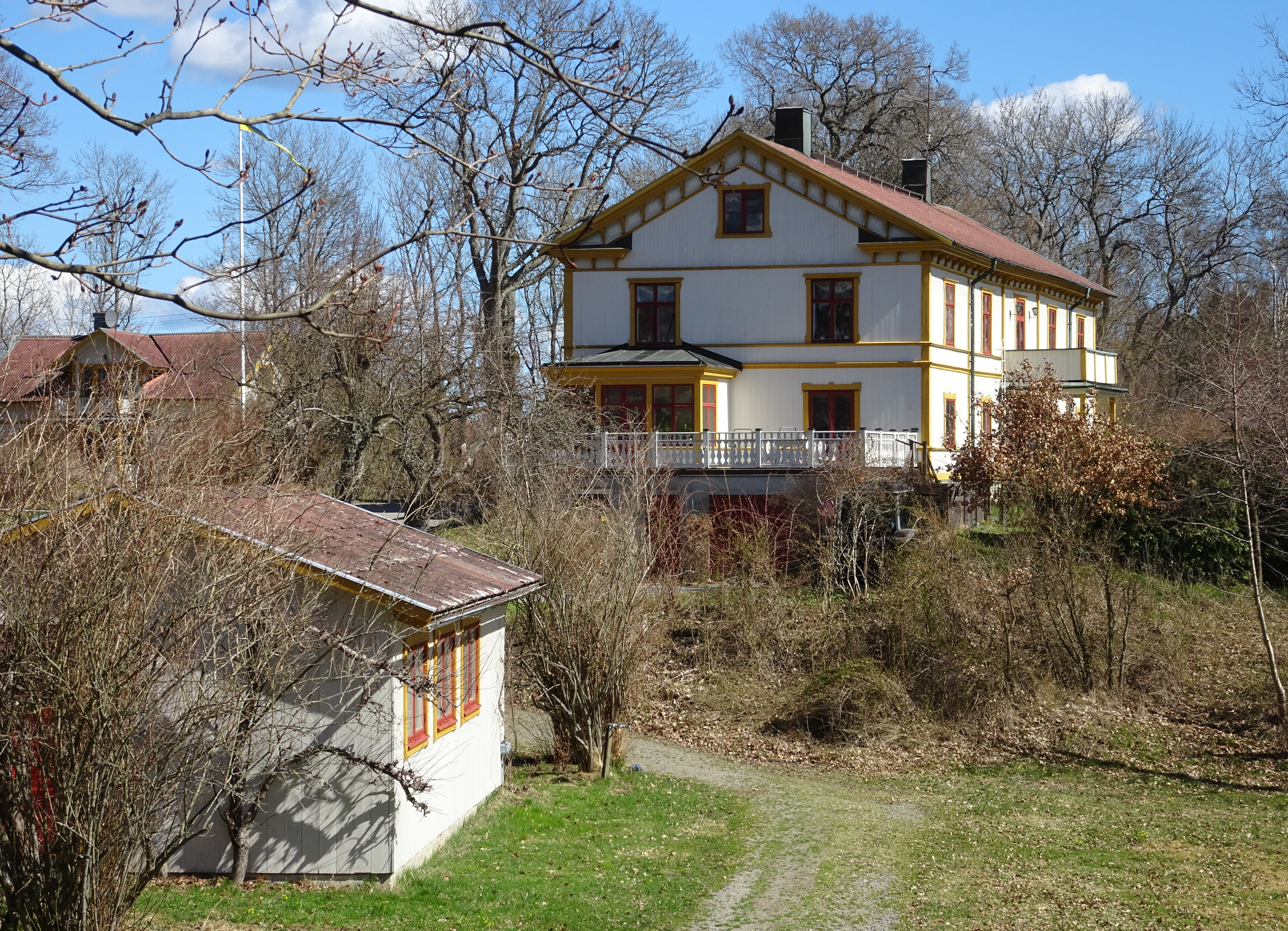
Sjöviks herrgård i Lyngsta
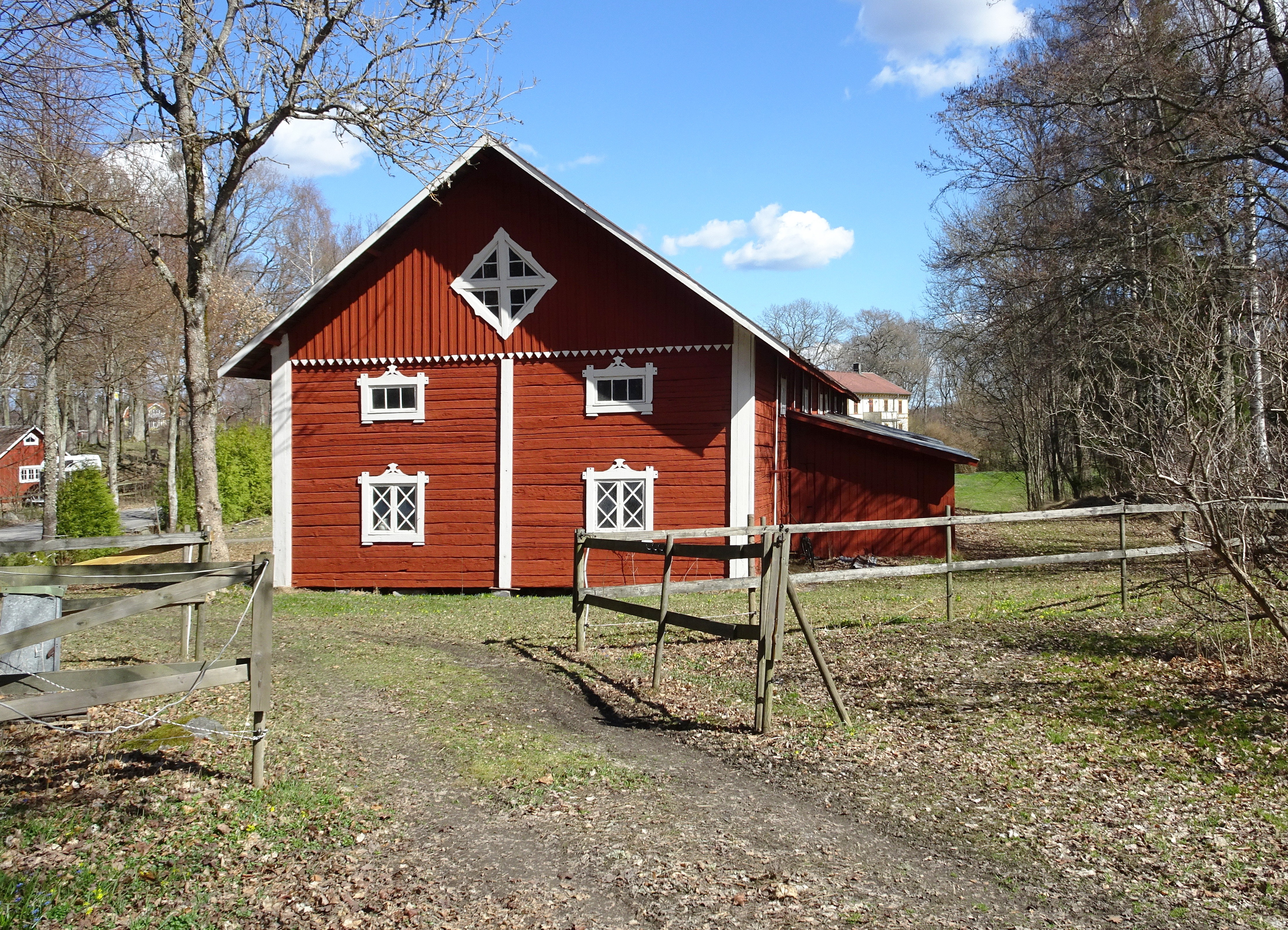
Lada vid Sjövik
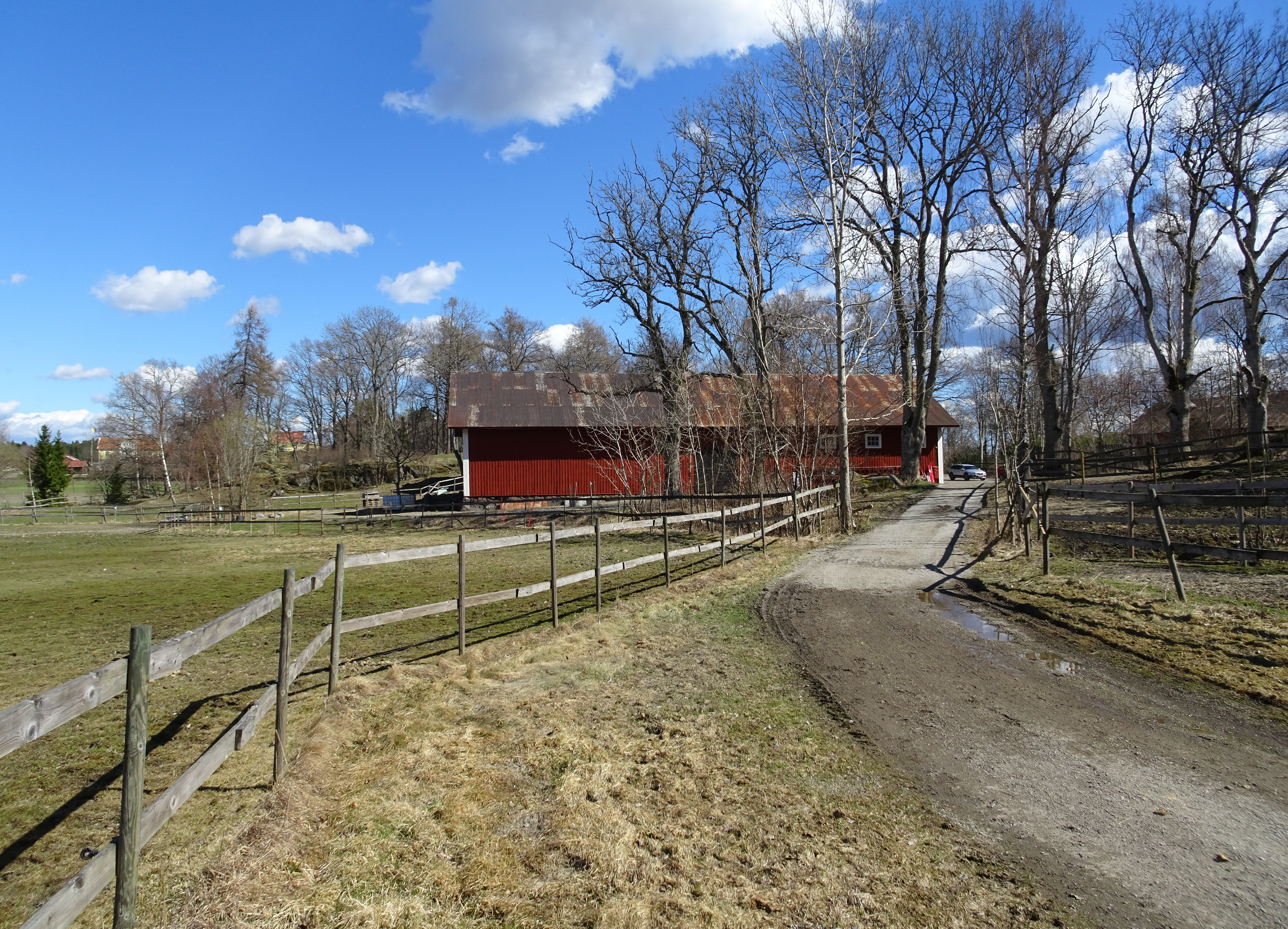
Kulturlandskapet i Lyngsta
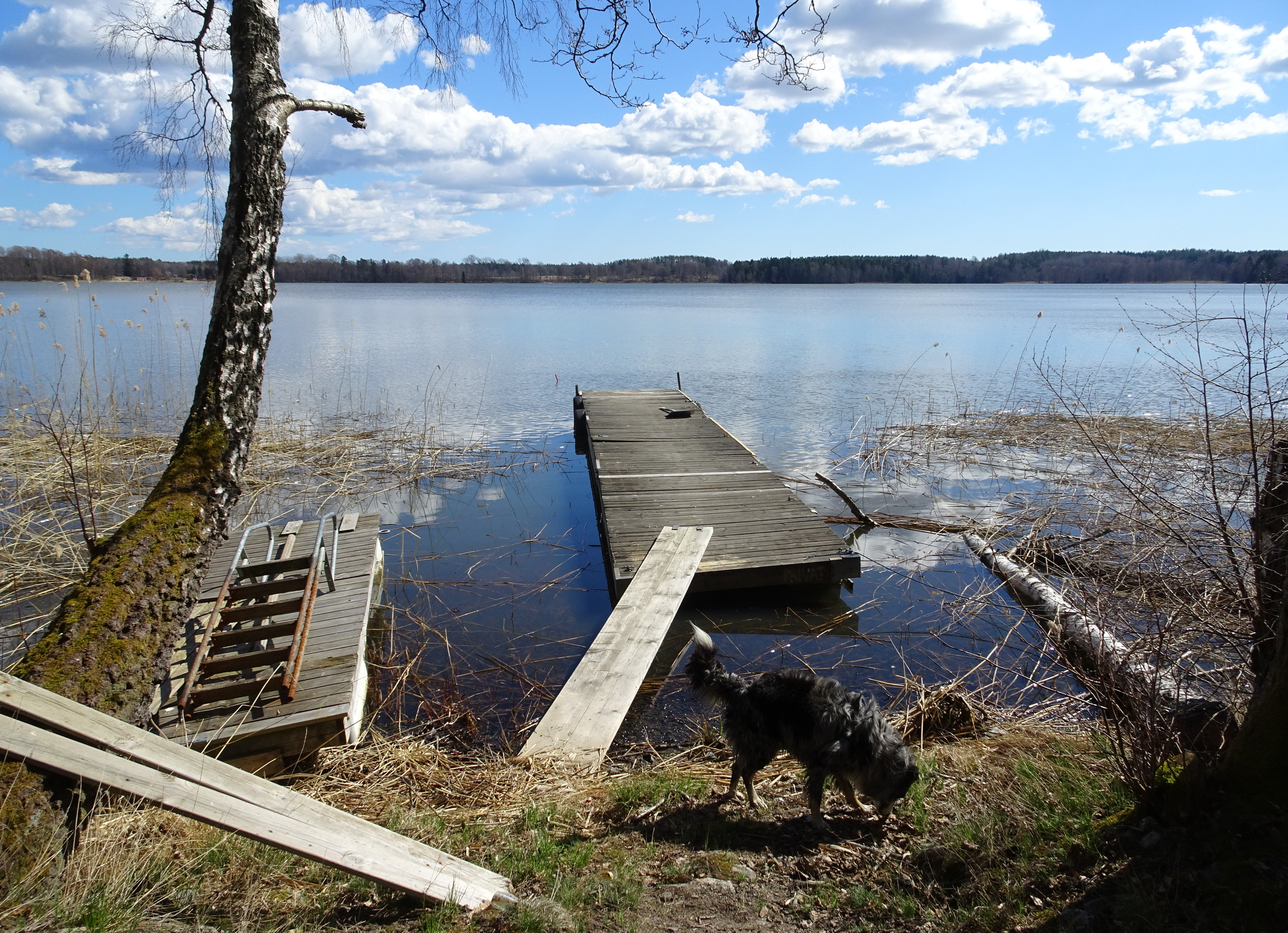
Västra Styran vid Lyngsta